# Raghbir Singh Bhola
Raghbir Singh Bhola (Multan, 18 augustus 1927 - New Delhi, 21 januari 2019) was een Indiaas hockeyer.
Singh nam deel aan de Olympische Zomerspelen 1956 en won uiteindelijk met de Indiase ploeg de gouden medaille. Vier jaar later verloor Singh met de Indiase ploeg de finale van aartsrivaal Pakistan. Dit was de eerste keer dat India een olympische wedstrijd verloor.
Singh Bhola zwaaide in 1978 af als kolonel van de Indiase luchtmacht.

## Resultaten
- 1956  Olympische Zomerspelen in Melbourne
- 1960  Olympische Zomerspelen in Rome